# Bộ Can (干)
Bộ Can, bộ thứ 51 có nghĩa là "can thiệp" hoặc là "thiên can" là 1 trong 31 bộ có 3 nét trong số 214 bộ thủ Khang Hy.
Trong Từ điển Khang Hy có 31 chữ (trong số hơn 40.000) được tìm thấy chứa bộ này.

## Tự hình Bộ Can (干)

Giáp cốt văn
Kim văn
Đại triện
Tiểu triện

## Chữ thuộc Bộ Can (干)
| Số nét bổ sung | Chữ                        |
| -------------- | -------------------------- |
| 0              | 干/can/                    |
| 2              | 平/bình/                   |
| 3              | 年/niên/ 幵/kiên/ 并/bình/ |
| 5              | 幷/bình/ 幸/hạnh/          |
| 10             | 幹/can/                    |

## Trong tiếng Trung giản thể
Với tư cách là một ký tự (không phải là bộ can), 干 đã trở thành một ký tự quan trọng mới và thậm chí còn nổi tiếng do cải cách chữ viết của Trung Quốc vào thế kỷ 20. Trong tiếng Trung giản thể, 干 thay thế cho một số ký tự khác có giá trị phiên âm là gān hoặc gàn, ví dụ như 乾 "khô" hoặc 幹 "thân cây, thân thể", do đó ngày nay 干 có thể mang nhiều nghĩa khác nhau.
Tần suất cao và tính đa nghĩa của ký tự đã gây ra một vấn đề nghiêm trọng cho phần mềm dịch thuật tiếng Trung. Từ 幹 gàn "thân cây; làm" (hiếm khi cũng là "cơ thể người"), được hiểu là 干 trong tiếng Trung giản thể, có nghĩa là "to fuck" trong tiếng lóng Trung Quốc. Đáng chú ý, phiên bản năm 2002 của từ điển tiếng Trung sang tiếng Anh Jinshan Ciba phổ biến cho phần mềm dịch Jinshan Kuaiyi đã hiển thị mọi lần xuất hiện của 干 là "fuck", dẫn đến một số lượng lớn các biển hiệu với các bản dịch tiếng Anh gây khó chịu trên khắp Trung Quốc, thường dịch sai thành 乾 gān "sấy khô" như trong 干果 "trái cây sấy khô" trong siêu thị như "fuck the fruit" hoặc tương tự.